# DOS
DOS (/dɒs/, /dɔːs/ ) là từ viết tắt độc lập với nền tảng của Disk Operating System, sau này trở thành từ viết tắt phổ biến cho các hệ điều hành dựa trên đĩa trên máy tính tương thích của IBM. DOS chủ yếu bao gồm MS-DOS của Microsoft và một phiên bản được đổi tên thành IBM PC DOS, cả hai đều được giới thiệu vào năm 1981. Các hệ thống tương thích sau này của các nhà sản xuất khác bao gồm DR DOS (1988), ROM-DOS (1989), PTS-DOS (1993) và FreeDOS (1998). MS-DOS thống trị thị trường tương thích PC IBM từ năm 1981 đến 1995.

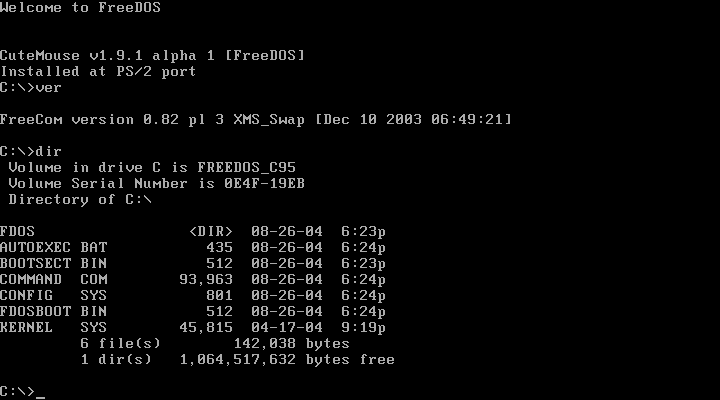
Hình chụp màn hình FreeDOS cho thấy giao diện dòng lệnh với màn hình, cấu trúc thư mục và thông tin phiên bản.

Hàng chục hệ điều hành khác cũng sử dụng từ viết tắt "DOS", bao gồm mainframe DOS/360 từ năm 1966. Một số khác là Apple DOS, Apple ProDOS, Atari DOS, Commodore DOS, TRSDOS và AmigaDOS.

### Nguồn gốc

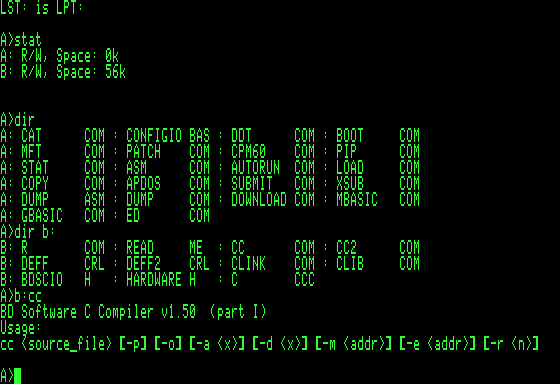
Ảnh chụp màn hình hiển thị Apple CP/M của Digital Research trên Z-80 SoftCard cho Apple II

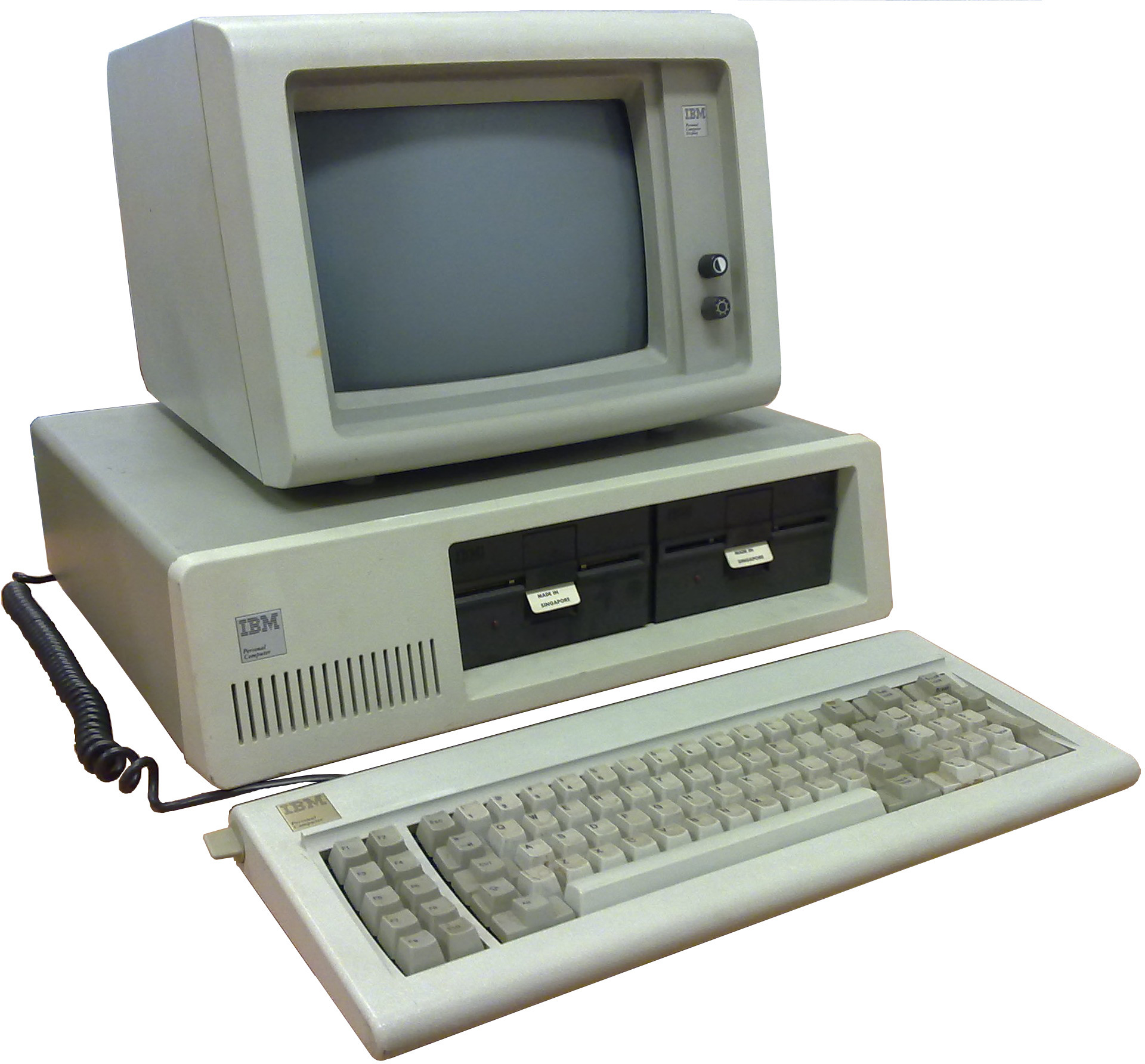
Máy tính cá nhân IBM (IBM 5150 PC)

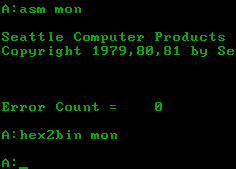
Một phiên bản chạy SCP 86-DOS mẫu (mô phỏng).

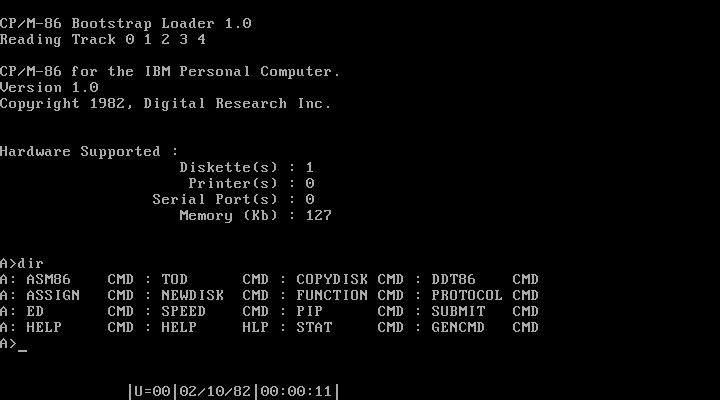
CP/M-86 của Digital Researchcho IBM PC 1.0

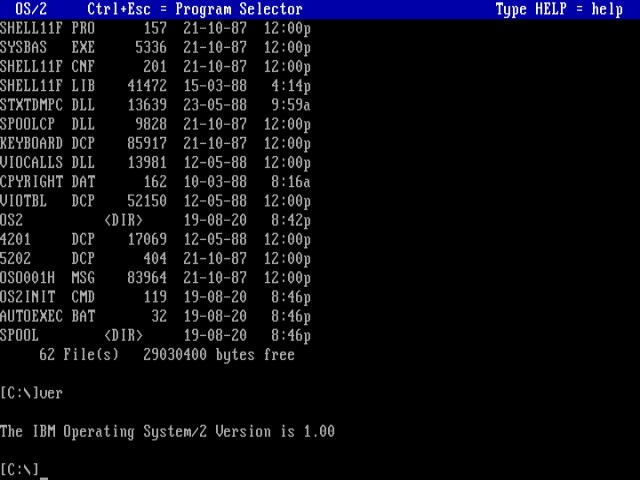
OS/2 1.0 có giao diện chế độ văn bản tương tự như MS-DOS

### Tiếp tục sử dụng

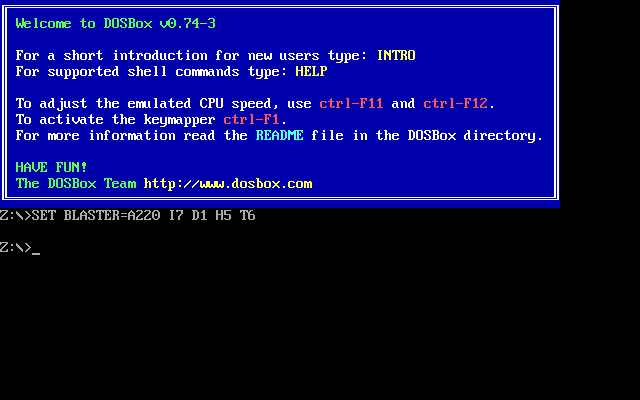
DOSBox

## Lịch sử